# Åsa Ringbom
Åsa Margareta Ringbom, född 16 september 1945 i Helsingfors, är en finländsk konsthistoriker.
Ringbom blev filosofie doktor 1988. Hon var 1991–1997 verksam som äldre forskare vid Finlands Akademi och utnämndes 1998 till professor i konstvetenskap vid Åbo Akademi och Ålands högskola. År 1991 blev hon även föreståndare för akademins institut för medeltidsstudier.
Ringbom har främst ägnat sin forskning åt åländska kyrkor och är huvudförfattare till det stort upplagda bokprojektet Ålands kyrkor, där ny dateringsteknik används för att rekonstruera de medeltida kyrkornas byggnadsskeden. För denna insats belönades hon 2015 av Ålands kulturstiftelse med Ålandsbankens kulturpris.